# Фемістій
Фемістій (*317 — † 388) — давньогрецький філософ та ритор, політичний діяч Римської імперії пізньої доби.

## Життєпис
Народився у Пафлагонії, що у Малій Азії, у родині відомого вчителя та філософі Євгена. Батько став першим вчителем Фемістія. Після періоду навчання він деякий час подорожував по Малій Азії. Тут у 347 році у м. Анкіра (Галатія) він зустрівся з імператором Констанцієм II й перейшов на державну службу. В цьому ж році Фемістій оселяється у Константинополі.
Незважаючи на те, що Фемістій був язичником, у 355 році імператор робить його сенатором. У 358–359 роках займав посаду проконсула Константинополя. А у 361 році Констанцій II надав йому преторіанський ранг.
За правління імператора Юліана (361 — 363 роки) Фемістій продовжував залишатися на державній службі. Після смерті Юліана Фемістій вірно служив імператорам Йовіану, Валенту. У 377 році очолив посольство до Риму, де вів перемовини з імператором Граціаном від імені імператора Валента щодо спільних дій проти готів. Своє становище Фемістій зберіг й за імператора Феодосія I, який у 384 році зробив його префектом Константинополя. Незабаром імператор призначив Фемістія вихователем свого спадкоємця — майбутнього імператора Аркадія. У 387–388 роках під час походу Феодосія I проти узурпатора Магна Максима він доручив Фемістію опікуватися Аркадієм.

## Творчість
Фемістій складав багато схвальних промов про імператорів за часи яких знаходився на державній службі. Всього 35 таких промов. Від нього збереглися «Парафрази» (тобто перекази) деяких творів Аристотеля.
Крім того у Фемістія є багато промов, де він закликає до віротерпимості та людяності.